# Compañía Mercantil del Chubut

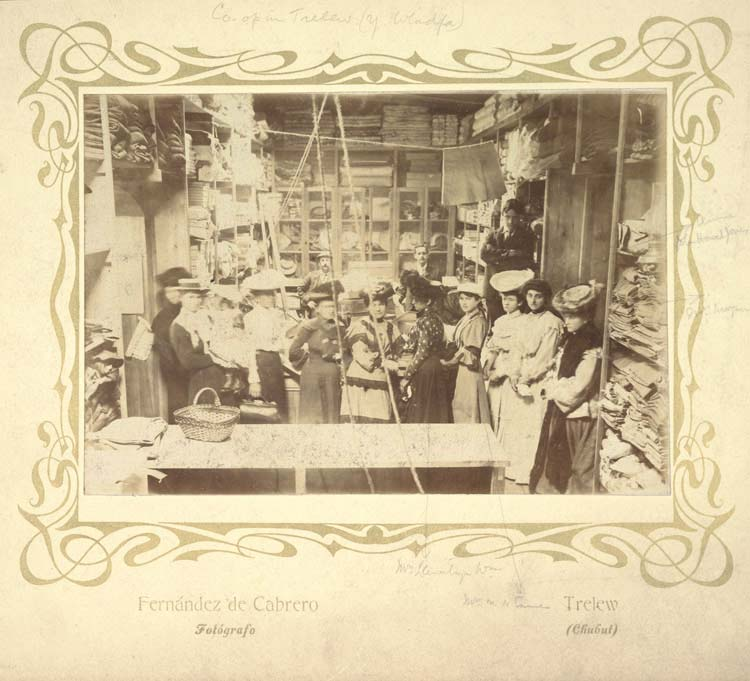
Interior de la sucursal de Trelew hacia principios de los años 1900.

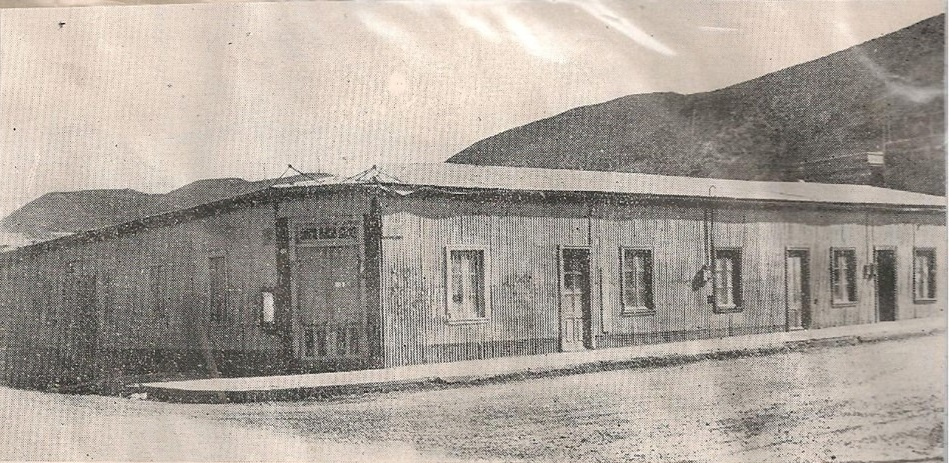
Sucursal en Comodoro Rivadavia en 1927.

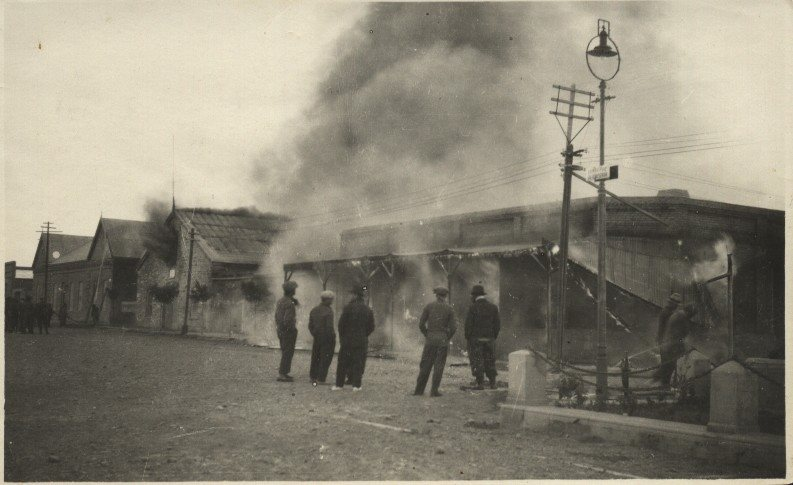
Incendio en la sucursal de Trelew en 1929.

La Compañía Mercantil del Chubut (en galés: Cwmni Masnachol Camwy) fue una cooperativa de agricultores con sede en Trelew y sucursales en Gaiman (su primera sede), Valle 16 de Octubre (Trevelin), Rawson, Comodoro Rivadavia, Puerto Madryn, Colonia Sarmiento, etc.

## Historia
La idea de su fundación surgió como consecuencia de los altos fletes que individualmente debían pagar los colonos galeses para el envío de la producción del Valle inferior del río Chubut, ya fuere a Buenos Aires, al resto de la Patagonia o a Europa. La concreción de la empresa fue en 1885, nombrándose como gerente a Tomás Austin, acompañado de W. Mostyn, Juan C. Evans, Davis D. Roberts, etc.
En funcionamiento, los socios recibieron dinero a cambio de sus producciones, anulando así el método del trueque en el valle. También contrataron y/o compraron determinadas naves para el transporte para la producción. Fue así como los cereales chubutenses cobraron fama en el mercado porteño, por su calidad y buen precio, y se inició el real crecimiento económico de la zona. Además, la compañía fue durante cuarenta años, propietaria del periódico Y Drafod.
También, las sucursales de la compañía tuvieron un equipo de fútbol, surgidos en los primeros años después de su fundación. En Trelew, eran conocidos como "Los Muchachos de la Cooperativa" y efectuaban encuentros con los empleados de otras sucursales como Gaiman y Puerto Madryn. Como consecuencia de la crisis lanera posterior a la Primera Guerra Mundial y la Gran Depresión, la compañía fue intervenida por los bancos durante varios años.
En el Museo Histórico Regional de Gaiman, se pueden ver algunos títulos de la compañía.